# Иваки (вулкан)
Иваки (яп. 岩木山 Иваки-сан) — гора в Японии, расположенная на территории города Хиросаки и посёлка Адзигасава префектуры Аомори.
Гора Иваки является действующим вулканом, высотой 1625 м, высшая точка префектуры Аомори. Это единственная вершина на Цугарской равнине. Из-за конусообразных очертаний эту гору иногда называют «Цугарской Фудзи». Вершина горы делится на три меньших пика — Иваки (岩木山), Ториуми (鳥海山) и Ганки (厳鬼山).
Главный кратер имеет диаметр около двух километров. В нём образовался купол лавы, который находится в окружении шести небольших кратеров взрыва. Три другие купола лавы расположены на западном и южном склонах вулкана.
Гора Иваки является объектом почитания синтоистов. На её вершине находится святилище Иваки-яма-дзиндзя (岩木山神社). Каждое лето, первого числа восьмого месяца по старому календарю, жители региона Цугару посещают святилище, молясь за хороший урожай.
Последнее извержение вулкана произошло в 1863 году.